# Claude-Joseph-Brandelys Green de Saint-Marsault
Claude-Joseph-Brandelys Green, comte de Saint-Marsault, marquis du Verdier (28 juin 1807, Uzerche - 19 avril 1866, Paris), est un homme politique français.

## Biographie
Claude-Joseph-Brandelys Green de Saint-Marsault est le fils de François Germain Green, comte de Saint-Marsault,  lieutenant des maréchaux de France, et d'Éléonore de Vayre.

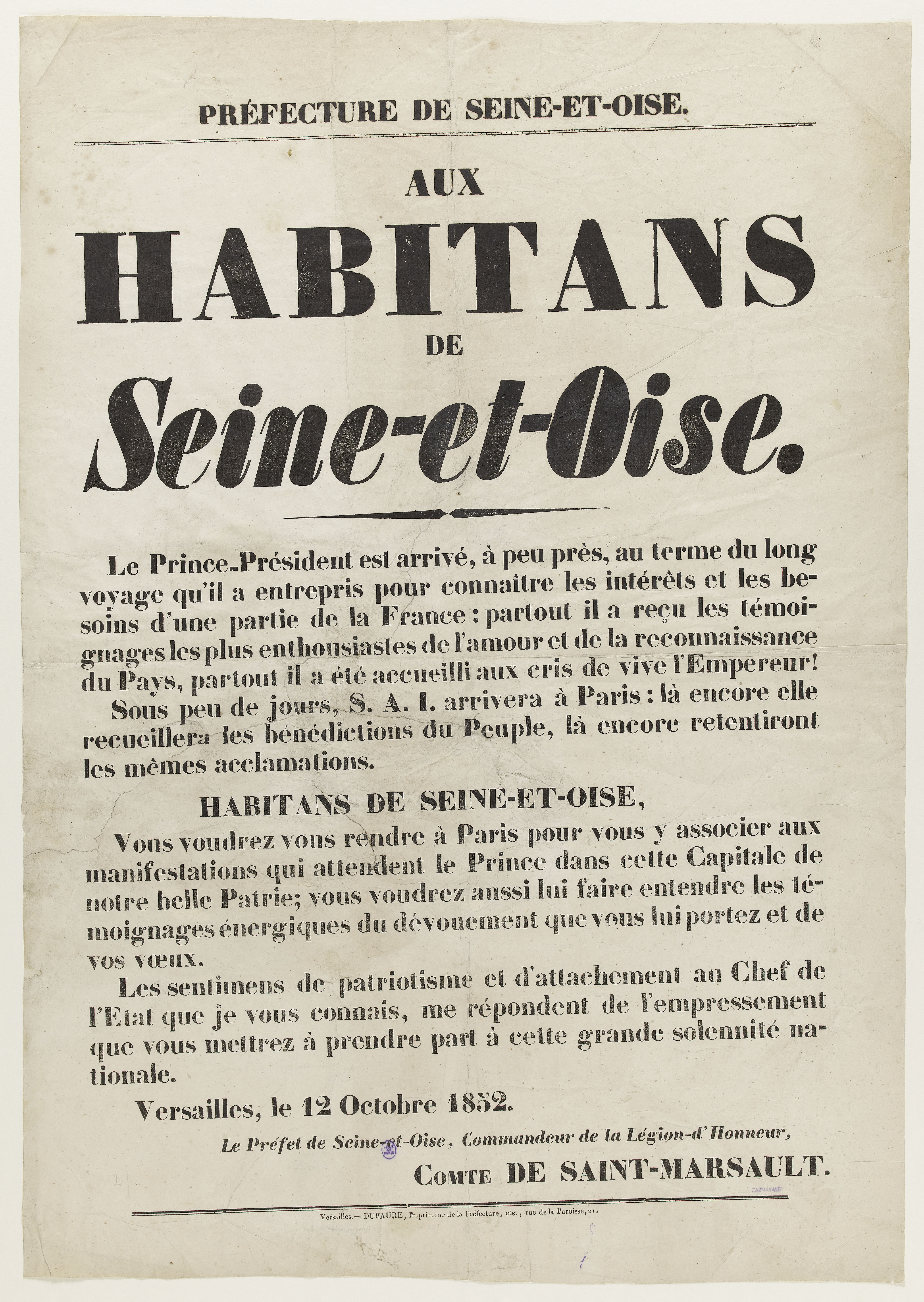
Proclamation du préfet de Seine-et-Oise du 12 octobre 1852.

Entré dans l'administration sous la monarchie de Juillet, il est successivement sous-préfet de Bar-sur-Seine, puis préfet du Gers. Destitué sous la Révolution française de 1848, il est rappelé par le gouvernement de Louis-Napoléon Bonaparte aux fonctions de préfet des Deux-Sèvres (1848-1850), préfet du Lot (1849, non-installé), préfet de la Moselle (1850-1852), puis préfet de Seine-et-Oise (1852-1865).
Il est nommé sénateur du Second Empire le 26 décembre 1865.
Marié à Mlle Amélie d'Hébrard du Rocal, dame d'honneur de Mathilde Bonaparte, il est le père d'Élisabeth Green de Saint-Marsault, baronne Paul Caruel de Saint-Martin et victime de l'incendie du Bazar de la Charité. Il est également le beau-père de Gaston Fournier de Pellan, maire de Guérande, et d'Ernest Deville de Sardelys.

## Sources
- « Saint-Marsault (Claude-Joseph Green, comte de) », dans Adolphe Robert et Gaston Cougny, Dictionnaire des parlementaires français, Edgar Bourloton, 1889-1891 [détail de l’édition]

1. ↑  « https://www.siv.archives-nationales.culture.gouv.fr/siv/UD/FRAN_IR_001513/d_568 » (consulté le 17 juillet 2019)